# Hora tří křížů
Trijų kryžių kalnas (doslova Hora tří křížů) je vrch ve Vilniusu na pravém břehu řeky Vilnia. Na jejím vrcholu stojí památník, jehož autorem je Antoni Wiwulski.

## Dějiny
V Litvě se dlouho udrželo původní pohanské náboženství. Země oficiálně přijala křesťanství v roce 1387, když se litevský velkokníže Jogaila (polsky: Jagiełło) stal polským králem Vladislavem II., nechal se pokřtít a spolu se svým bratrancem, knížetem Vytautasem odstartoval proces christianizace Litvy. Do té doby všechny pokusy o obrácení Litevců na křesťanskou víru selhaly. Litevci misionáře popravovali, mnichy ukřižovali a jejich rozčtvrcená těla házeli do vody. Mnozí historici tvrdí, že v 13. století bylo právě na této hoře zavražděno sedm františkánů, kteří zvěstovali Litevcům křesťanskou víru.
Na břehu řeky Vilnia se v 13. století v těchto místech tyčil takzvaný Křivý zámek. V roce 1390 ho křižáci vypálili a od té doby se již neopravoval. Na jeho místě byly v roce 1613 na památku sedmi mnichů, zavražděných za víru, postaveny první dřevěné kříže. V roce 1916 dřevěné kříže vyměnili za betonové. Kříže byly postaveny podle projektu architekta Antoniho Wiwulského (Antanase Vivulskise). Po válce byly na příkaz SSSR tyto Tři kříže spolu s dalšími náboženskými památkami zničeny. Obnovené byly až 14. června 1989. Součástí vrchu jsou i zříceniny zničených původních křížů.

## Současnost
Z hory je pěkný výhled na panorama Vilniusu. Nedaleko od ní se nachází zámek zakladatele města, knížete Gedimina.